# Cabusset americà
El cabusset americà o o cabussó dominicà (Tachybaptus dominicus) és una espècie d'ocell de la família dels Podicipèdids (Podicipedidae) que habita aiguamolls, llacs i estanys del sud d'Amèrica del Nord, les Antilles, Amèrica Central i del Sud, des de Baixa Califòrnia, Sinaloa i Texas, cap al sud fins a Panamà, i des de Colòmbia, Veneçuela, Trinitat, Tobago i Guaiana, cap al sud, fins al nord-oest i l'est del Perú, nord, i est de Bolívia, el Paraguai, Uruguai i nord de l'Argentina. També a les Bahames i Grans Antilles fins a les illes Verges.